# Falk Zschiedrich
Falk Zschiedrich (* 5. September 1961 in Radeberg) ist ein ehemaliger deutscher Fußballspieler. In der höchsten Spielklasse des DDR-Fußballs, der Oberliga, spielte er für die BSG Stahl Riesa und die BSG Stahl Brandenburg.

## Sportliche Laufbahn
Zschiedrich begann in der Dresdner Kinder- und Jugendsportschule mit dem Fußballspielen. Ab 1977 spielte er bei der Polizeisportgemeinschaft Dynamo Dresden in der Juniorenmannschaft.
1979 wurde Zschiedrich in den Kader der DDR-Juniorennationalmannschaft aufgenommen und wurde im September und Oktober 1979 in vier Länderspielen eingesetzt. Er stand jedoch nur zweimal als Mittelfeldspieler in der Startelf. Bereits zu Beginn der Saison 1979/80 spielte Zschiedrich für Dynamo Dresden in der Nachwuchsoberliga. Dort war er zwei Spielzeiten lang Stammspieler als Innenverteidiger und auch in jeder Spielzeit unter den Torschützen.
Auch zur Saison 1981/82 wurde er wieder für die Nachwuchsmannschaft nominiert. Noch vor dem Saisonstart geriet er in das Verfahren um die der Republikflucht verdächtigten Dresdner Oberligaspieler Peter Kotte, Matthias Müller und Gerd Weber. Dabei wurde aufgedeckt, dass Zschiedrich verwandtschaftliche Kontakte zur Bundesrepublik hatte. Dies wurde zum Anlass genommen, ihn bei Dynamo Dresden auszuschließen. Er wurde zur Betriebssportgemeinschaft Stahl Riesa abgeschoben, wo er aber nur in der drittklassigen Bezirksligamannschaft BSG Stahl II spielen durfte. Schon im November 1981 wurde Zschiedrich für 18 Monate zum Wehrdienst in der Nationalen Volksarmee eingezogen. Während dieser Zeit wurde es ihm ermöglicht, bei der Armeesportgemeinschaft Vorwärts Kamenz in der zweitklassigen DDR-Liga Fußball zu spielen. Bis zum Ende der Saison 1982/83 kam Zschiedrich in 29 Ligaspielen zum Einsatz, in denen er als Stürmer eingesetzt wurde und dreimal als Torschütze auftrat.
Nach seiner Entlassung aus dem Armeedienst kehrte Zschiedrich zu Stahl Riesa zurück. Trainer Peter Kohl setzte ihn schon in den Oberligaaufstiegsspielen 1983 ein, wo Zschiedrich vom 2. Spieltag an alle sieben Begegnungen bestritt. Er war zunächst nur Einwechselspieler, erst in der letzten Partie kam er 90 Minuten als Mittelstürmer zum Zuge. Riesa qualifizierte sich für die Oberliga, und Zschiedrich war endlich in der obersten Spielklasse angekommen. Für Stahl Riesa absolvierte er dort vier Spielzeiten, in denen er stets zum Spielerstamm gehörte. Er begann 1983/84 als Mittelfeldspieler, war in der Hinrunde 1984/85 durchgehend Libero und wurde danach variabel sowohl in der Abwehr wie auch wieder im Mittelfeld eingesetzt. Insgesamt kam Zschiedrich in Riesa auf 93 Oberligaspiele und neun Tore. Im Sommer 1987 wurde Zschiedrich erneut mit einer Sperre belegt, Stahl Riesa sperrte ihn für die Oberliga und versetzte ihn in die Bezirksligamannschaft Stahl II.
Im November 1987 erhielt Zschiedrich die Freigabe zum Wechsel zum Oberligisten Stahl Brandenburg. Obwohl er dort auf seinen früheren Trainer Peter Kohl traf, gelang es ihm jedoch lange nicht, in der Stammelf Fuß zu fassen, sodass er 1987/88 nur auf sieben, 1988/89 nur auf 15 Oberligaeinsätze kam. Erst als Gerd Struppert zur Saison 1989/90 die Mannschaft übernahm, kam Zschiedrich in den 26 Oberligarunden zu 20 Einsätzen. Dabei hatte er wie bisher auch keine feste Position und wurde variabel im Mittelfeld und der Abwehr aufgeboten. Wendebedingt wurde die Brandenburger Betriebssportgemeinschaft zu Beginn der Saison 1990/91 in den BSV Stahl Brandenburg umgewandelt und bestritt unter diesem Namen die letzte eigenständigen Spielzeit des ostdeutschen Erstligafußballs. Zschiedrich gehörte weiterhin zum Kader, spielte nun aber unter dem neuen Trainer Eckhard Düwiger. Auf wiederum wechselnden Positionen kam Zschiedrich auf 22 Einsätze. In dieser Spielzeit ging es für die Oberligamannschaften, sich nach der Übernahme durch den DFB, sich für die Bundesliga, die 2. Bundesliga oder für die Oberliga Nordost zu qualifizieren. Dem BSV Stahl gelang die Qualifikation zur 2. Bundesliga über die Aufstiegsrunde im Nachgang der normalen Saison, wobei Zschiedrich in allen sechs Spielen eingesetzt wurde.
In der 2. Bundesliga bestritt Zschiedrich 1991/92 in der Staffel Nord bis zum 18. Spieltag 17 Partien, in denen er zwei Tore schoss. Danach beendete er seine Spielerlaufbahn im höherklassigen Fußball. Zschiedrich blieb dem BSV Brandenburg noch eine Saison in der damals drittklassigen Amateur-Oberliga im NOFV-Bereich treu. 1993 schloss er sich nach sechs Jahren im Stahl-Dress der SG Bornim an. Ende der 1990er-Jahre war der Zschiedrich in der viertklassigen Oberliga in Bayern beim 1. FC Passau aktiv.
Später arbeitete er als Trainer bei unterklassigen Fußballmannschaften. Ab 2007 trainierte Zschiedrich die U23-Mannschaft des Bayernligisten SV Schalding-Heining, im Januar 2011 wurde er Co-Trainer der 1. Mannschaft. Zuletzt trainierte er bis zur Saison 2023/2024 die DJK-SV Kirchberg vorm Wald.

## Trivia
Sein Treffer in der 90. Minute zum 3:2-Sieg im Spiel gegen den 1. FC Lokomotive Leipzig am 7. Mai 1988, dem 23. Spieltag der Saison 1987/88, sollte sich kurze Zeit später als fatal für Stahl erweisen. Hätte das Spiel mit einem 2:2-Unentschieden geendet und wären die Partien der Spieltage 24 bis 26 aller beteiligten Teams dann trotzdem analog zu ihrem tatsächlichen Verlauf ausgegangen, wäre der 1. FC Lok erstmals DDR-Meister geworden. Der in diesem fiktiven Rechenbeispiel dann zweitplatzierte BFC Dynamo, der in dieser Saison wenige Tage nach dem Oberligaende den FDGB-Pokal gewann, hätte sich so für den Europacup der Pokalsieger qualifiziert. Somit wären die zwei UEFA-Cup-Startplätze der Oberliga um jeweils eine Stelle in der Tabelle nach unten verschoben worden, was Brandenburg als dem Team auf Rang 4 die historisch zweite Teilnahme am Europapokal beschert hätte. Nutznießer dieses Tores war letztlich der Oberligasechste FC Carl Zeiss Jena, der als unterlegener Pokalfinalist in den Europacup der Pokalsieger einzog.